# 샨어
샨어(လိၵ်ႈတႆ)는 미얀마 샨주에 주로 사는 샨족의 언어로, 크라다이어족 따이어파에 속한다.

## 이름
샨어는 여러 타이계 언어나 버마어에서 다양한 이름으로 불리고 있다.
- 샨어에서는 따이어(kwam tai, ၵႂၢမ်းတႆး)라고 한다.
- 버마어에서는 샨어(hram: bhasa, ရှမ်းဘာသာ)라고 하는데, 이것의 구식 철자인 hsyam:(သျှမ်း)에서 영어 명칭 샨(Shan)이 유래했다. 어원은 태국의 타칭인 시암(Siam)으로 보인다.
- 태국어(중앙 태국어)와 남부 태국어에서는 타이야이어(ภาษาไทใหญ่, phasa thai yai)라고 하며, "큰 타이족 말"이라는 뜻이다.
- 북부 태국어에서는 따이어(กำไต, kam tai)라고 한다.
- 라오어에서는 따이야이어(ພາສາໄທໃຫຍ່, phasa tai yai)라고 한다.
- 따이르어에서는 응이오어(ᦅᧄᦇᦲᧁᧉ, kam ngio)라고 한다.

## 방언
샨어의 주요 방언들은 별개의 언어로 간주되기도 한다.
- 표준 샨어 (동부 샨어)
- 따이큰어
- 따이느아어
- 캄티어: 미얀마 카친주, 인도 아삼주, 아루나찰프라데시주
- 따이라잉어: 미얀마 카친주, 사가잉주
- 아이톤어: 인도 아삼주
- 파케어: 인도 아삼주
- 캄양어: 인도 아삼주

## 음운

### 닿소리
|               |        | 양순음 | 치음/치경음 | 경구개음 | 연구개음 | 성문음 |
| ------------- | ------ | ------ | ----------- | -------- | -------- | ------ |
| 비음          | 비음   | မ /m/  | ၼ /n/       | ၺ /ɲ/    | င /ŋ/    |        |
| 파열음/파찰음 | 무기음 | ပ /p/  | တ /t/       | ၸ /tɕ/   | ၵ /k/    | ဢ /ʔ/  |
| 파열음/파찰음 | 유기음 | ၽ /pʰ/ | ထ /tʰ/      |          | ၶ /kʰ/   |        |
| 마찰음        | 마찰음 |        | သ /s/       |          |          | ႁ /h/  |
| 설측음        | 설측음 |        | လ /l/       |          |          |        |
| 반모음        | 반모음 |        |             | ယ /j/    | ဝ /w/    |        |

- ရ /r/은 매우 드물며, 팔리어 및 몇몇 영어 외래어에서 나타난다.
- ၾ /f/는 동부 방언에서만 나타난다.
- 성문 파열음은 종성이 없는 짧은 모음 또는 모음 앞의 묵음인 ‘a’에서 나타난다.

### 홀소리
| 전설 | 중설  | 후설 |
| ---- | ----- | ---- |
| i    | ɨ~ɯ   | u    |
| e    | ə~ɤ   | o    |
| ɛ    | a, aː | ɔ    |

- 이중모음으로는 [iw], [ew], [ɛw], [uj], [oj], [ɯj], [ɔj], [ɤj], [aj], [aɯ], [aw], [aːj], [aːw]가 있다.